# 克利亞濟馬河

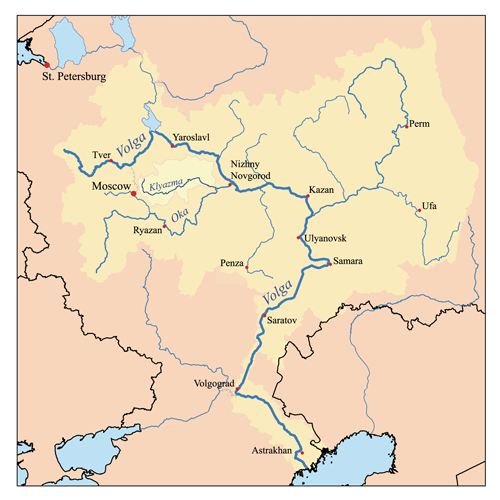
克利亞濟馬河在伏爾加河流域的位置

克利亞濟馬河是俄羅斯的河流，位於莫斯科州、下諾夫哥羅德州、伊萬諾沃州和弗拉基米爾州，屬於奧卡河的左支流，河道全長686公里，流域面積42,500平方公里，河道在每年11月至4月結冰。
克利亞濟馬河畔城鎮有戈羅霍韋茨、巴甫洛夫鎮、弗拉基米爾、科夫羅夫、曉爾科沃、洛西諾-彼得羅夫斯基、諾金斯克、奧列霍沃-祖耶沃、索賓卡和維亞茲尼基。